# Kawakami (Nara)
Kawakami (川上村 Kawakami-mura?) es una villa localizada en la prefectura de Nara, Japón. En julio de 2019 tenía una población estimada de 1.147 habitantes y una densidad de población de 4,26 personas por km². Su área total es de 269,26 km².

## Geografía

### Localidades circundantes
- Prefectura de Nara
  - Yoshino
  - Kurotaki
  - Tenkawa
  - Kamikitayama
  - Higashiyoshino
- Prefectura de Mie
  - Matsusaka
  - Ōdai

## Demografía
Según datos del censo japonés, la población de Kawakami ha disminuido en los últimos años.
| Año del censo | Población |
| ------------- | --------- |
| 1995          | 2.821     |
| 2000          | 2.558     |
| 2005          | 2.045     |
| 2010          | 1.643     |
| 2015          | 1.313     |